# Feisa, Alba
Feisa (în maghiară Küküllőfajsz, Fajsz, în dialectul săsesc Faiss, Fisstn, în germană Füssen, Füselen, Fützen) este un sat în comuna Jidvei din județul Alba, Transilvania, România.

## Istoric

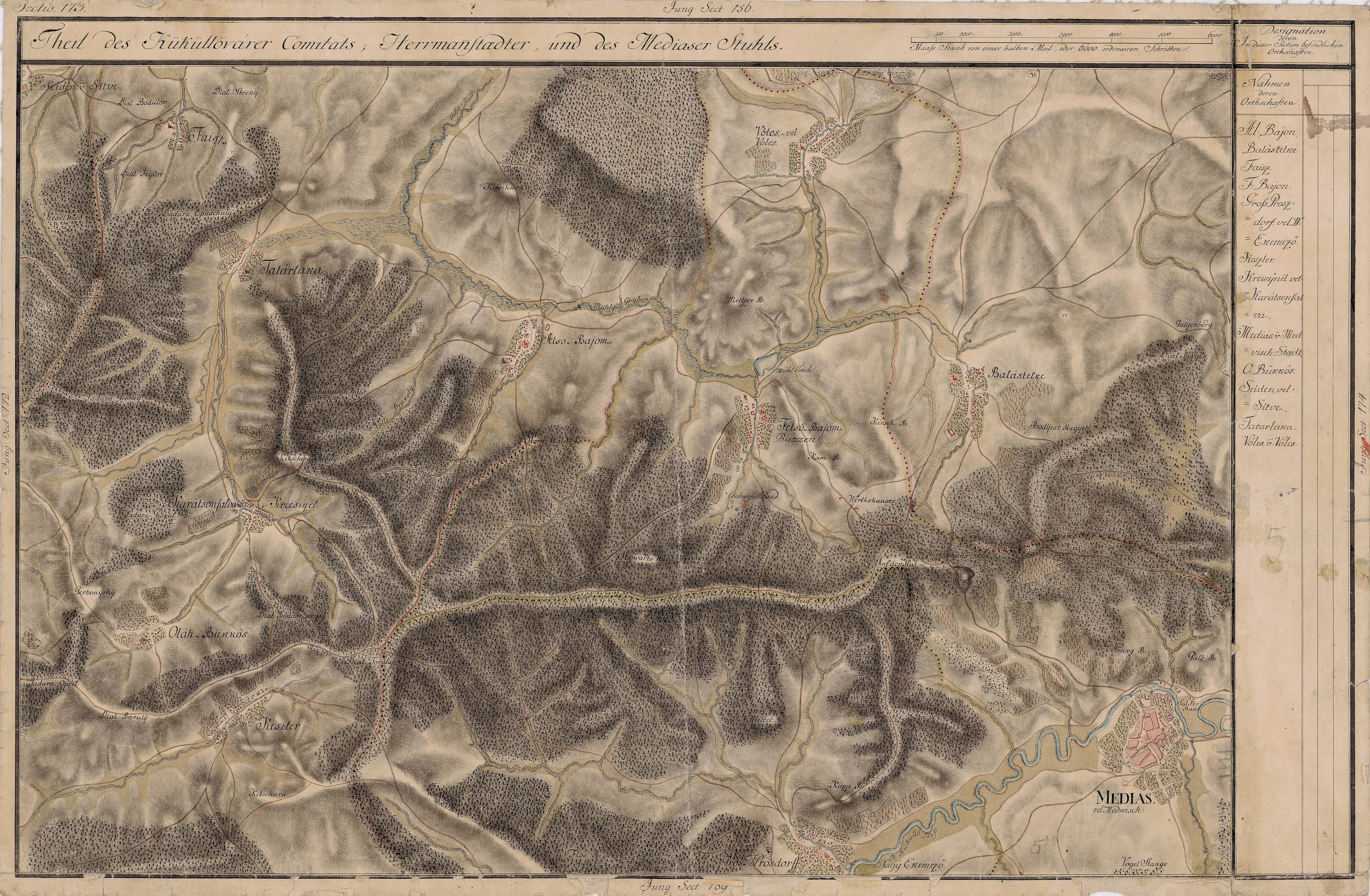
Feisa pe Harta Iosefină a Transilvaniei, 1769-1773

Pe teritoriul satului au fost descoperite urmele unei așezări neolitice aparținând Culturii Petrești (sf. mileniului III î.C.).
Localitatea a fost racordată la rețeaua feroviară în anul 1896, odată cu darea în folosință a Căii ferate Blaj–Praid.

## Demografie
La recensământul din 1930 au fost înregistrați 1.017 locuitori, dintre care 1.009 români, 5 evrei și 3 țigani. Sub aspect confesional populația era alcătuită din 1.007 greco-catolici, 5 ortodocși și 5 mozaici.

## Personalități
- Alexandru Dănilă (1865-1953), deputat în Marea Adunare Națională de la Alba Iulia 1918

## Imagini

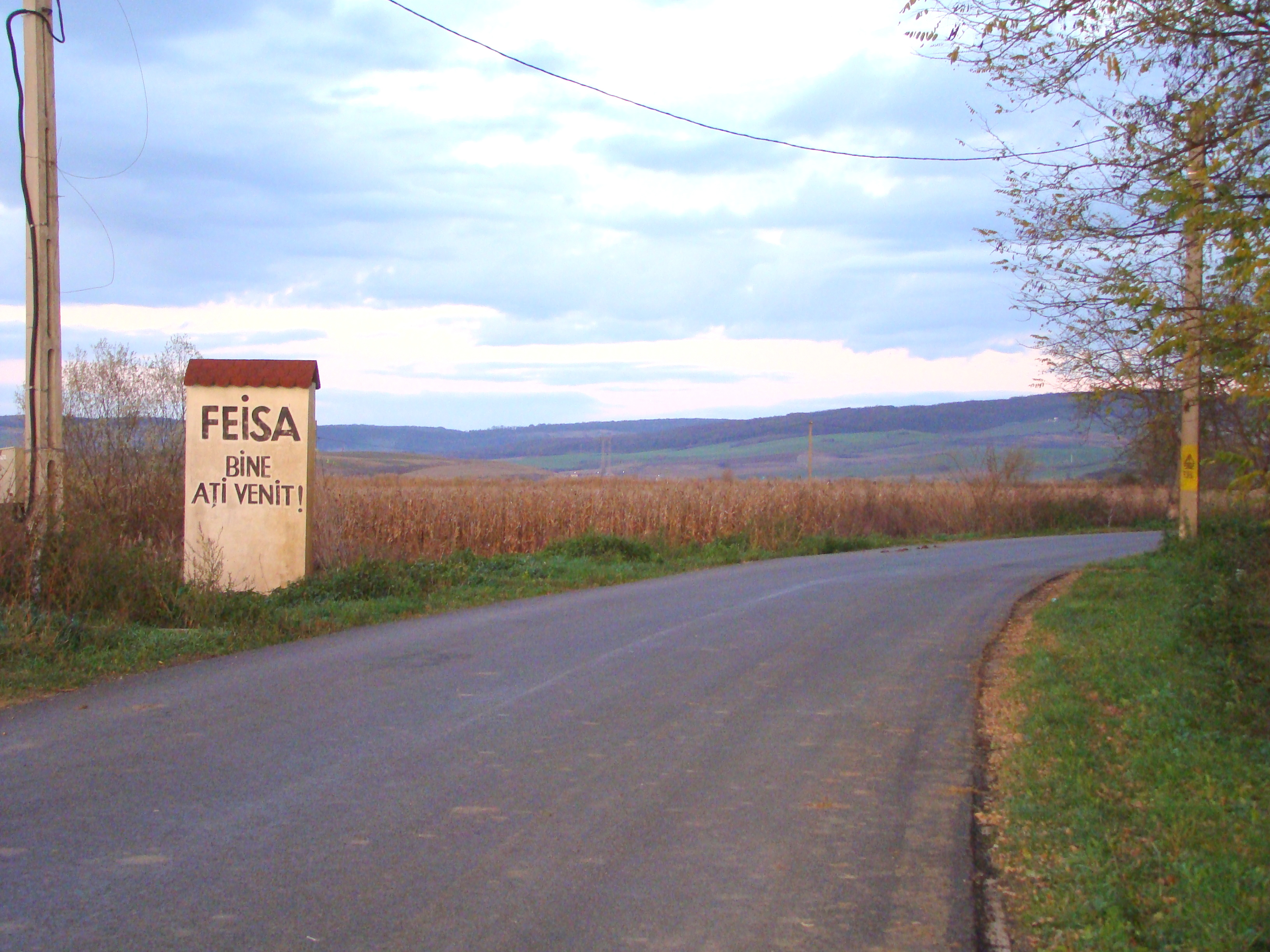
Intrarea în localitate
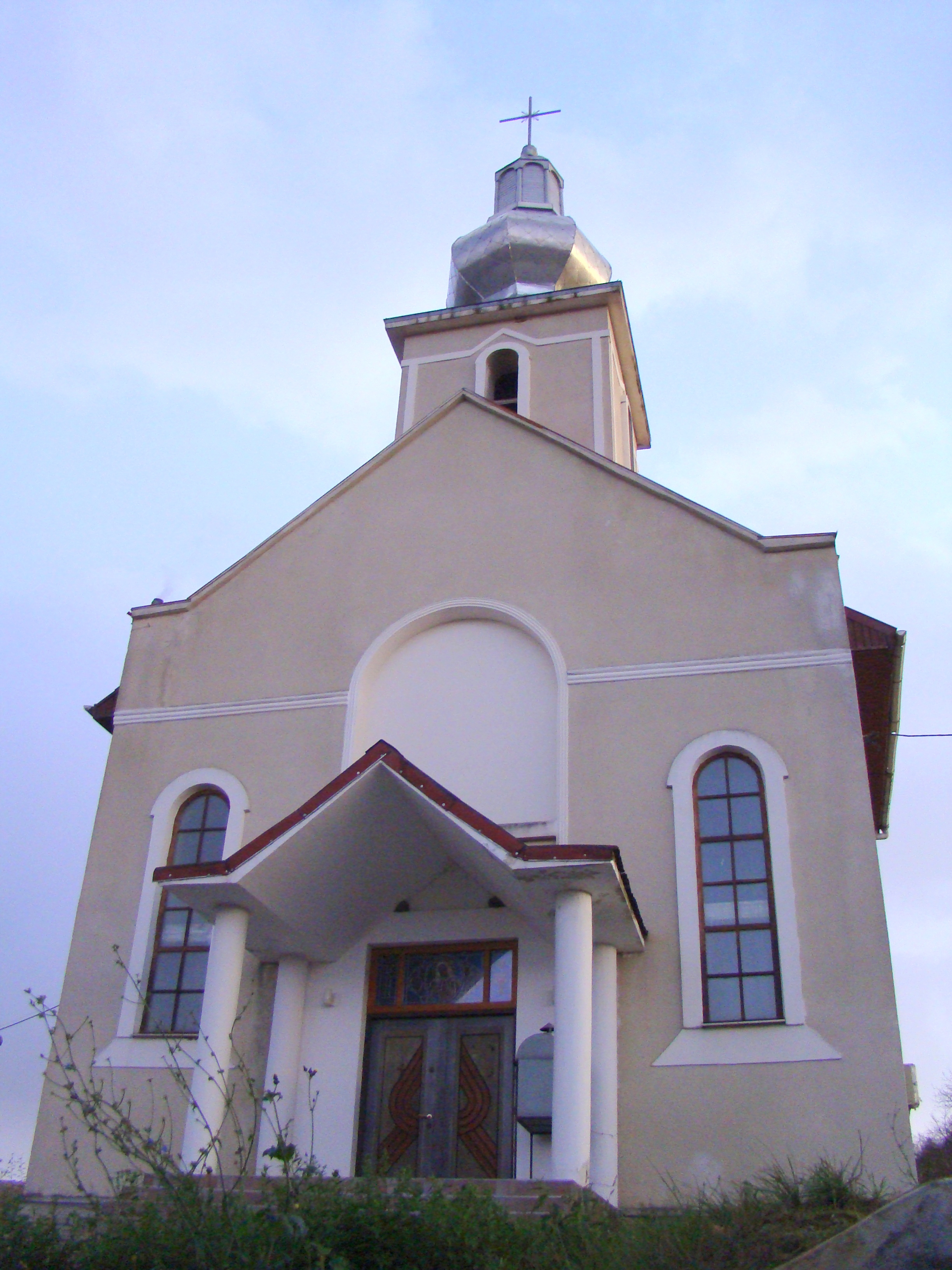
Biserica greco-catolică „Naşterea Maicii Domnului”
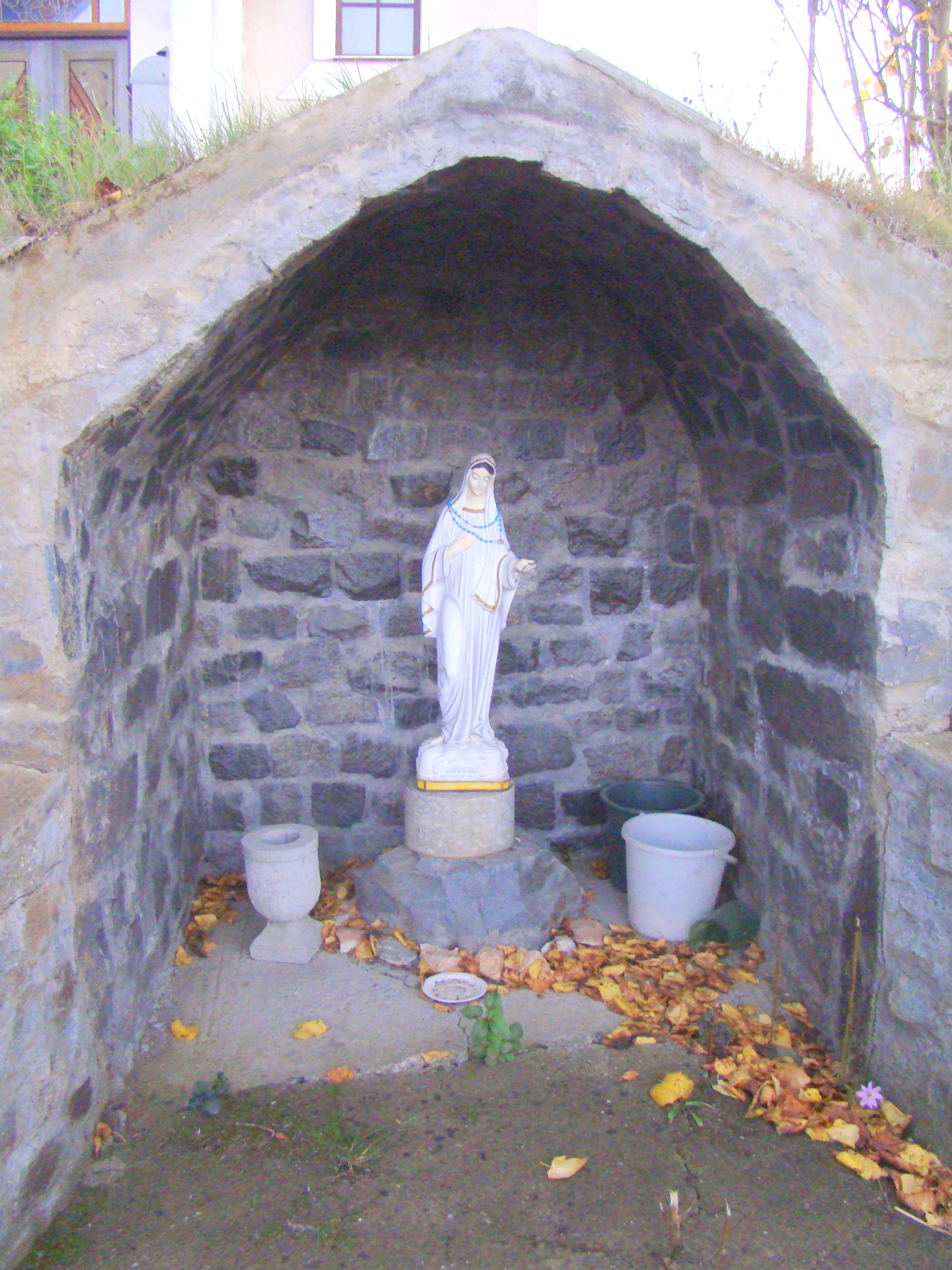
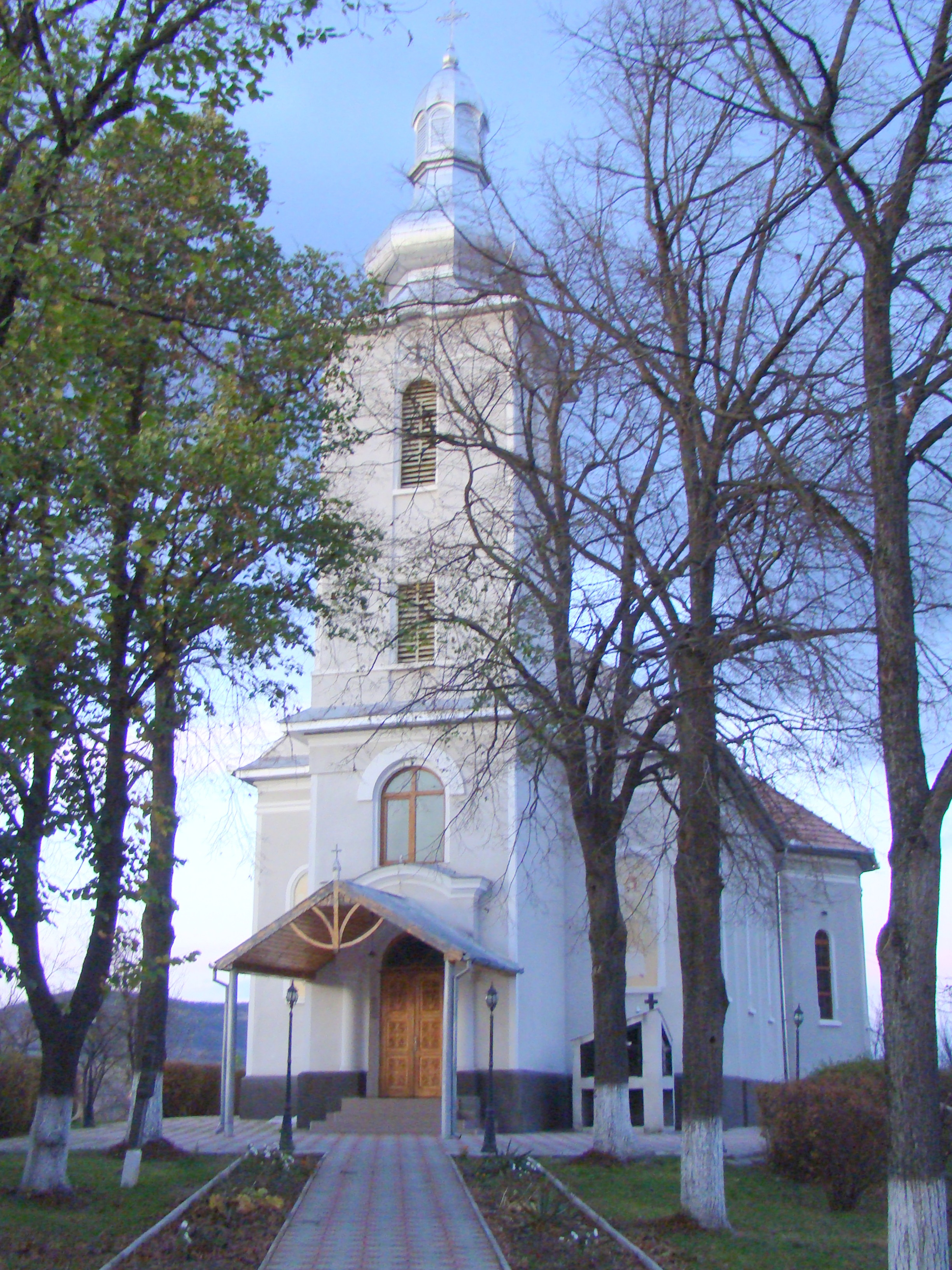
Biserica ortodoxă „Sfinții Arhangheli” (inițial greco-catolică)
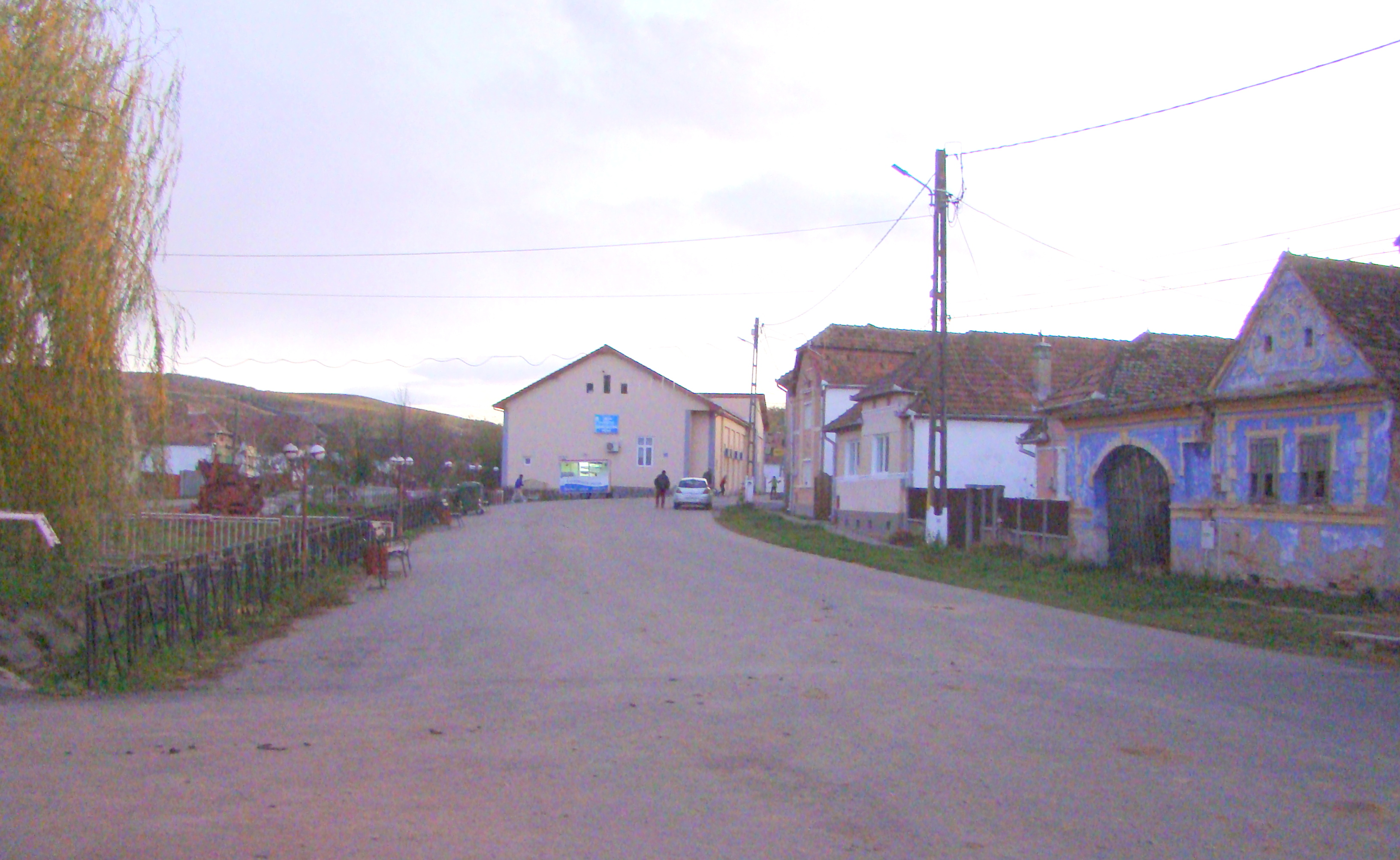
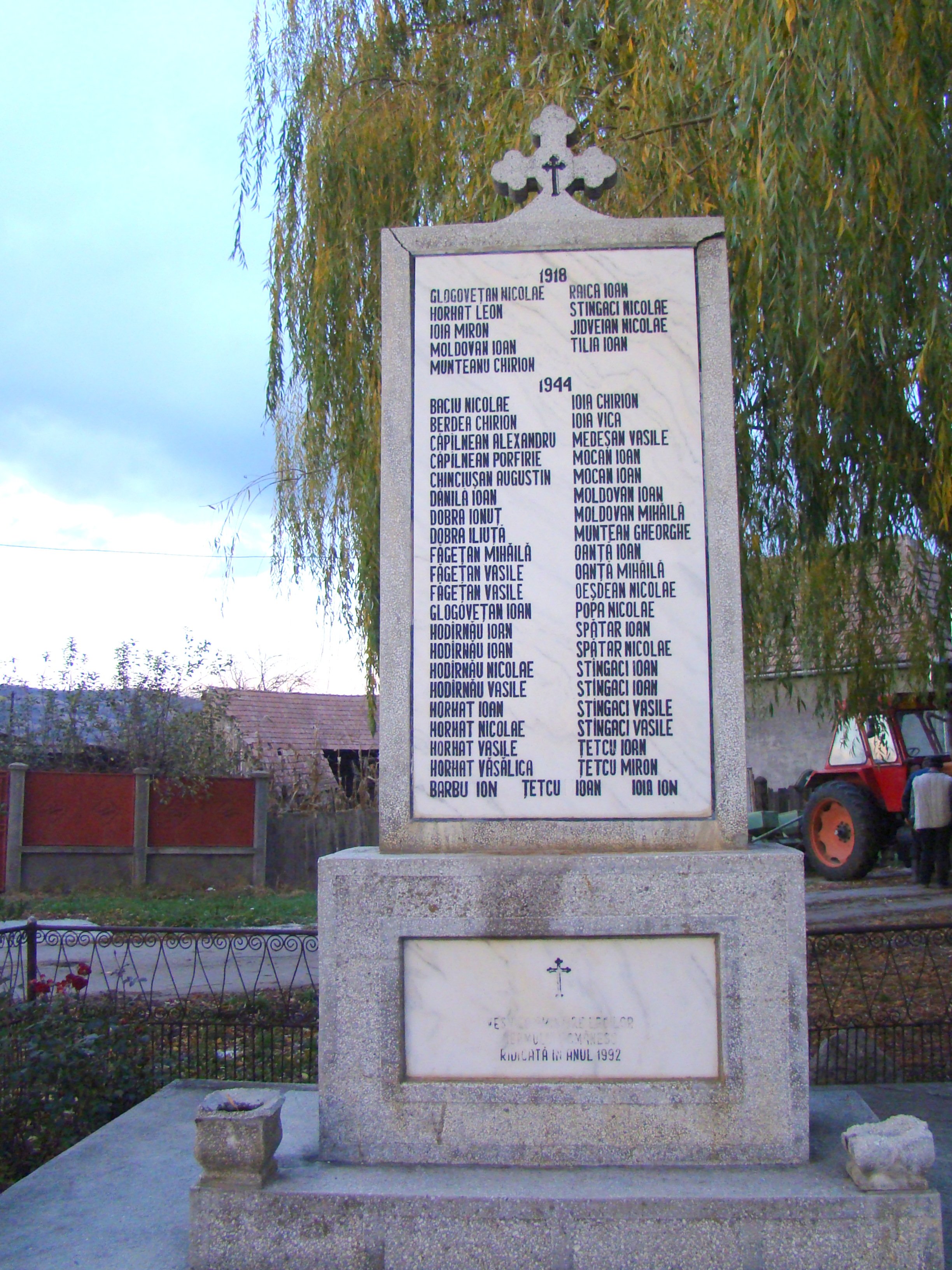
Monumentul eroilor

 Acest articol despre o localitate din județul Alba este deocamdată un ciot. Puteți ajuta Wikipedia prin completarea lui.